# Tukové tělísko
Tukové tělísko je orgán složený především z tukové tkáně, typický pro hmyz. V lecčem je srovnatelný s játry obratlovců, ale hraje navíc významnou roli v imunitním systému tím, že vylučuje antimikrobiálně působící látky. Octomilka (Drosophila) má tukové tělísko v hlavě; zde zřejmě mimo jiné ovládá některé funkce mozku vázané na pohlaví octomilek. K dalším významným funkcím patří zejména zásoba energie a její vydání v případě potřeby. Energie je zde ukládána v tukových buňkách (adipocytech) ve formě glykogenu a kapének triglyceridů (tuků). Tukové tělísko se uplatní zejména tehdy, když dochází k růstu, rozmnožování nebo se jedinec vyskytuje v období, kdy nepřijímá potravu.